# パパンがパンダ
『パパンがパンダ』はハッピープロジェクトが制作しているアニメーションである。

## 概要
軽快な手拍子に合わせて、パパン、ワウ、トンブ、パニー、ニャウ、コケットが踊るショートアニメ。
2012年よりキッズステーションで放送を開始。2013年からは岡山トヨペットのCMキャラクターに就任。
2015年からは九州朝日放送 (KBC)の「アサデス。」 番組内で番組特別バージョンを放送している。
キャッチコピーは「みんなでチーン!」
近年、赤ちゃんの泣き止み動画としても注目されている。

## 来歴

### 2010年
- 誕生 「YouTube」公開

### 2012年
- キッズステーションで放送開始

### 2013年
- 岡山トヨペットのCMキャラクターに就任
- 1月12日～1月14日 -「オールトヨタ＆ダイハツ新春大商談会」岡山トヨペットブースに登場[2]

### 2014年
- 1月11日～1月13日 -「オールトヨタ＆ダイハツ新春大商談会」岡山トヨペットブースに登場[3]
- 11月2日 - ポニーキャニオンよりDVD「パパンがパンダ！」発売

### 2015年
- 1月10日～1月12日 -「オールトヨタ＆ダイハツ新春大商談会」岡山トヨペットブースに登場[4]
- 3月  - 九州朝日放送 (KBC)の「アサデス。」番組内で放送開始
- 3月3日 - ポニーキャニオンよりDVD「パパンがパンダ! その2」「パパンがヤッターマン!?」発売
- 8月1日 - 小学館「めばえ」2015年9月号のにんきものページにゲスト掲載。同号DVDにも「あたまからおっぱい篇」など5本が収録された[5]
- 8月8日 - KBC『水と緑のフェスタ』に登場

### 2016年
- 1月9日～1月11日 -「オールトヨタ＆ダイハツ新春大商談会」岡山トヨペットブースに登場[6]
- 1月15日～1月30日  - 福岡パルコにパパンがパンダ 新春限定ショップ『パパンがパルコ』オープン ジェラートピケとのコラボメニューも販売(2016年1月15日～30日)[7]
- 2月17日 - 東急ハンズ渋谷店で常設コーナー「パパンがハンズ！」がスタート[8]
- 3月25日 - 福岡ヤフオクドームのホークスビジョンで上映される「観戦マナームービー」のパパンがパンダ！バージョン上映開始[9]
- 3月25日～8月31日 - 「麻布十番モンタボー」とコラボ 「パパンがパンやさん」としてコラボパンを販売[10]
- 6月1日～6月30日  - 「パパンがパンダ×吉祥寺でチ～ン! 雨に願いを。」開催[11]
- 6月25日 - 「パパンがパンダのうた」がカラオケJOYSOUNDでカラオケ配信開始[12]
- 7月6日 - ポニーキャニオンよりDVD「パパンがパンダ！その3」「パパンがパンダ！その4」発売
- 9月17日 - KBC『水と緑のフェスタ』に登場
- 10月7日～10月17日  - 東京駅に「パパンがパンダLIMITED SHOP」をオープン[13]

## DVD
- 「パパンがパンダ!」（2013年11月2日）
- 「パパンがパンダ! その2」（2015年3月3日）
- 「パパンがヤッターマン!?」（2015年3月3日）
- 「パパンがパンダ! その3」（2016年7月6日）
- 「パパンがパンダ! その4」（2016年7月6日）